# Sun Yanan
Sun Yanan (født 15. september 1992) er en kinesisk bryder, der konkurrerer i fristil.
Hun repræsenterede Kina ved sommer-OL 2016 i Rio de Janeiro, hvor hun tog bronze i 48 kg.
Under sommer-OL 2020 i Tokyo, som blev afholdt i 2021, vandt hun sølv.